# 爱丽丝公主号沉没事故
爱丽丝公主号（SS Princess Alice；原PS Bute）是一艘英国明轮客船。它于1878年9月3日在泰晤士河上与煤船拜韦尔城堡号（SS Bywell Castle）相撞，导致600至700人死亡，所有死者均为爱丽丝公主号乘客。这是英国内河航运事故中死亡人数最多的一起，但由于没有乘客名单，确切死亡人数已无法考证。
1878年，伦敦汽船公司的爱丽丝公主号由威廉·R·H·格林斯特德（William R. H. Grinstead）担任船长。她的日常工作是载着伦敦桥附近天鹅码头（Swan Pier）的乘客顺流而下前往肯特郡的希尔内斯，然后返程。在1878年9月3日日落后的返程路上，她走错了航线，结果和拜韦尔城堡号相撞。相撞地刚刚排放大量未经处理的污水，爱丽丝公主号被撞断并迅速沉没，留下乘客溺死在污水中。
陪审团认为两艘船都有过错，但拜韦尔城堡号责任更大。贸易委员会调查后发现，爱丽丝公主号没有走正确航线，因此责任更大。事故发生后，伦敦污水的排放和处理得到改进。五年后，拜韦尔城堡号在比斯开湾失踪。

## 背景

### 爱丽丝公主号

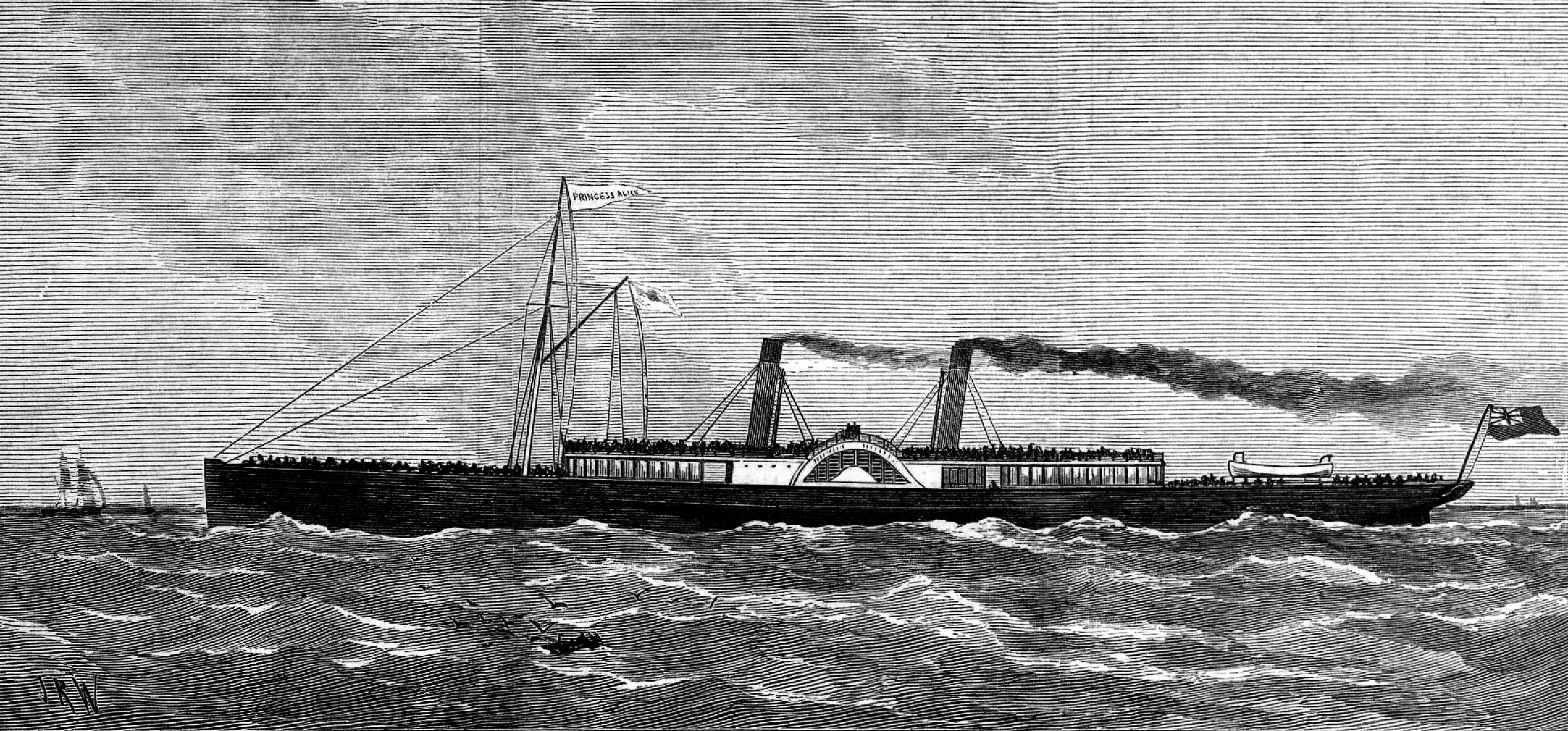
爱丽丝公主号

格里诺克的凯尔德公司（Caird & Company）建造的比特号（PS Bute）于1865年3月29日下水，同年7月1日正式启用。船长219.4英尺（66.9米），宽20.2英尺（6.2米），容積總噸432吨。这艘船的买主是威姆斯湾铁路公司（Wemyss Bay Railway Company），目的是在威姆斯湾和羅撒西之间运送乘客。1867年，她被卖给沃特曼轮船公司（Waterman's Steam Packet Co.），转到泰晤士河上运营，并以维多利亚女王的第三个孩子之名改名为爱丽丝公主号。1870年，她被卖给了伍尔维奇汽船公司（Woolwich Steam Packet Company），公司后来更名为伦敦汽船公司（London Steamboat Company）。1873年，这艘船曾载着納賽爾丁沙阿沿泰晤士河前往格林尼治，被当地人称为“沙阿之船”（The Shah's boat）。
当它被伍尔维奇汽船公司收购时，该公司对这艘船进行了多项改动，包括安装新锅炉并加强舱壁防水性，通过了贸易委员会的安全检查。1878年，贸易委员会表示该船可以在伦敦和格雷夫森德之间的平静水域最多搭载936名乘客。

### 拜韦尔城堡号

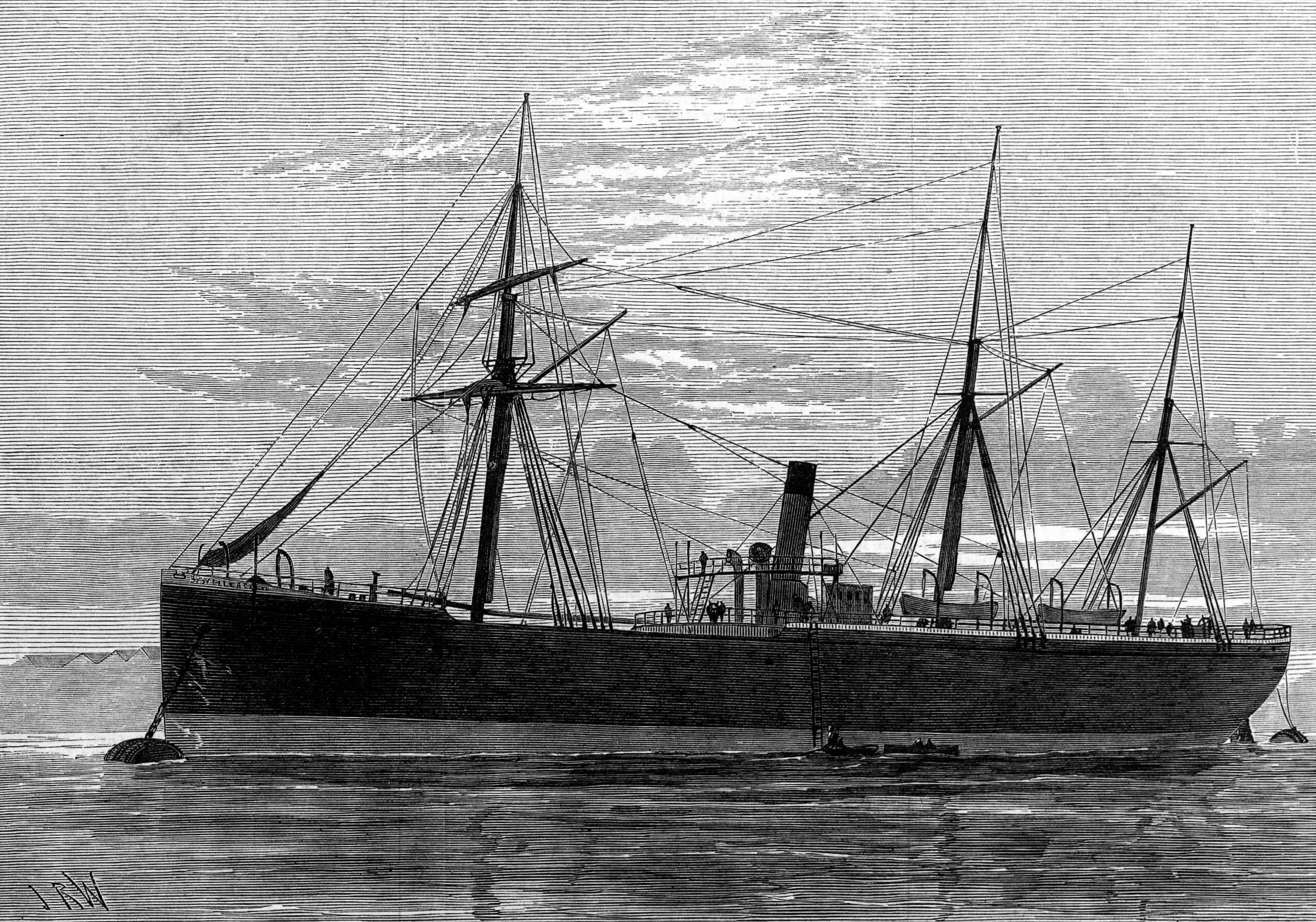
拜韦尔城堡号

拜韦尔城堡号于1869年在纽卡斯尔建造，容積總噸1376，长254.2英尺（77.5米），宽32英尺（9.8米），舱深19英尺（5.8米）。船长为托马斯·哈里森（Thomas Harrison）。

## 事故

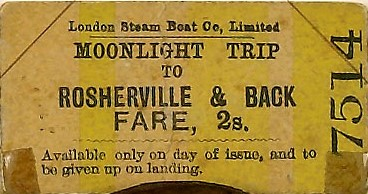
1878年9月3日月光之旅门票

1878年9月3日，爱丽丝公主号从伦敦桥附近的天鹅码头出发，顺流而下到肯特郡的希尔内斯，然后返回，公司宣传这趟旅程为“月光之旅”（Moonlight Trip）。在旅途中，她经过了布莱克沃尔、北伍尔威奇和罗舍维尔花园。船上不少伦敦人的目的地是罗舍维尔，那里有一座游乐园。公司还有其他几条船，乘客当天可随意换乘。从天鹅码头到罗舍维尔的船票价格是两先令。
爱丽丝公主号大约在下午6点30分离开罗舍维尔返航。虽然没有乘客名单，但船已基本满员。本来的舵手得到船长许可，留在了格雷夫森德没有随船返航，47岁的威廉·格林斯特德船长用一名乘客代替了他。这名乘客是一名名叫约翰·艾尔斯（John Ayers）的海员，但没怎么在泰晤士河上航行过，也没开过没爱丽丝公主号这样的船只。下午7:20至7:40，爱丽丝公主号经过Tripcock Point，进入加量斯河段（Gallions Reach），已经可以看到将要停泊的北伍尔维奇码头（North Woolwich Pier），同时也看到了拜韦尔城堡号 。拜韦尔城堡号是一艘往非洲运煤炭的船，刚在干船坞重新粉刷过，原定驶往纽卡斯尔装载运往埃及亚历山大港的煤炭。哈里森雇用了经验丰富的泰晤士河引水人克里斯托弗·迪克斯（Christopher Dix） 。拜韦尔城堡号凸起的艏楼挡住了迪克斯的视野，所以船上还有一名海员望风。

事故发生位置

离开米尔沃尔后，拜韦尔城堡号以五节的速度顺流而下，除了规避其他船只时，一直走在河道中央。接近加量斯河段时，迪克斯看到爱丽丝公主号红色左舷灯正在接近他们的右舷。格林斯特德为了规避潮水，他按照正常操作改变了航向，但这将拜韦尔城堡号带向了爱丽丝公主号。眼看即将发生碰撞，格林斯特德大喊：“你要到哪里去啊！天啊！你要到哪里去啊！”。尽管他已经试图规避，并命令引擎反向全速运行，但为时已晚。爱丽丝公主号右侧以13度角与拜韦尔城堡号相撞，直接被撞断，在四分钟内迅速沉没。
拜韦尔城堡号的船员从甲板上放下绳索，让爱丽丝公主号的乘客攀爬。他们把所有能漂浮的东西都扔了下去救人。其船员也开着救生艇救出了14人，附近的其他船只也参与了营救。泰晤士河两岸的居民，尤其是当地工厂的船工，也都纷纷下水救人。但爱丽丝公主号上的许多乘客都不会游泳。妇女穿着又长又重的衣服，行动不便。处在甲板下方的乘客里只有两个人幸免于难。一名负责调查的潜水员说，乘客们挤在舱门口，大多数人保持着站立姿势。
大约130人获救，但后来有几人因喝入污秽河水而死亡。沉没地点靠近伦敦污水泵站，如阿贝米尔（Abbey Mills Pumping Station）、克罗斯内斯泵站（Crossness Pumping Station），每天排两次75 × 106英制加侖（340,000立方）未经处理的污水。在事件不久后写给《泰晤士报》的一封信中，一位化学家将污水排放描述为“两股腐烂、发酵的污水，带着有害气体像苏打水一样发出嘶嘶声，染黑了数英里河道，并散发出停尸房般的腐臭”。贝克顿煤气厂（Beckton Gas Works）和当地几家化工厂还在河里排放工业废水。
事故发生后，拜韦尔城堡号停泊在德普特福德，等待当局调查。那天晚上，哈里森和大副贝尔丁写下了航行日志来描述这一事件。

## 事后

### 寻找尸体

“泰晤士河上的大灾难：从爱丽丝公主号的残骸中打捞尸体”，《倫敦新聞畫報》1878年9月14日

事故消息通过电报传回伦敦市中心，很快，天鹅码头等待轮船返回的人们也得知这一噩耗。一些人前往黑衣修士附近的伦敦汽船公司等待更多消息，一些则乘坐火车从倫敦橋站前往伍尔维奇。人群在夜间和第二天逐渐聚集，因此政府也配备了大量警察维持秩序。
有报告称，一些尸体被冲走，远至上游的萊姆豪斯、下游的埃里思。打捞上岸后，它们存放在附近以供人识别，并未集中存放。虽然大多数尸体都在伍尔维奇造船厂，但亲属们因此不得不在泰晤士河两岸的几个地点来回穿梭、寻找失踪的家人 。当地捞尸体的水手每天薪酬是2英镑。每找回一具尸体，他们至少能得到5先令的报酬，这致使一些人抢夺尸体。
由于污染问题，尸体都沾满了粘液，很难清理干净，并以比平时更快的速度腐烂，许多尸体都异常肿胀。受害者的衣服也被泡得看不出原来的颜色，并开始迅速腐烂。幸存者中有16人在两周内死亡，还有几人患病。

### 调查
9月4日，西肯特郡的验尸官查尔斯·卡特尔（Charles Carttar）开始其辖区内的调查。他带着陪审团去伍尔维奇市政厅和伍尔维奇码头看尸体。北岸的尸体更多，但这不在他的管辖范围之内。南埃塞克斯郡的验尸官查尔斯·刘易斯（Charles Lewis）造访贸易委员会和内政部，试图将其辖区的遗体集中转移到伍尔维奇，方便统一调查。但是，当时法律规定在开庭和休庭之前不能移动死者。
泰晤士河退潮时，可以看到爱丽丝公主号部分栏杆露出水面。9月5日开始打捞船只，一名潜水员发现这艘船已经断成三截，且船上还有几具尸体 。次日开始尝试拉出较大的（长约27米）第一截。9月7日凌晨2点，它在退潮时终于被拉上岸。同时，拜韦尔城堡号驶离了伦敦，但船长留了下来。船被拉出水面后，大批人群前往伍尔维奇围观。为了抢夺观看位置，发生了打架斗殴，人们还争先恐后从沉船上抢夺纪念品。政府特意招募了250名警察维持秩序 。晚上大多数人群回家后，船尾也被拉起，放在船头旁边。

“泰晤士河上的大灾难：在东威克姆的伍尔维奇公墓埋葬不知名的死者”，《伦敦新闻画报》1878年9月14日

由于尸体的腐烂速度很快，许多尸体身份无法确定，9月9日在伍尔维奇公墓的乱葬坑中草草埋葬，送葬者有数千人。每个棺材（以及个人衣物）都带有一个识别号码，以便日后识别。同一天，还有150多场事故遇难者的私人葬礼举行。
忙完尸体鉴定后，9月16日，查尔斯·卡特尔开始调查碰撞发生的原因。他认为拜韦尔城堡号要承担主要责任。他将工作重点放在第一个被确认身份的遇难者威廉·比奇（William Beechey）身上，他向陪审团说，无论他们对比奇做出何种判决，都将适用于其他受害人。
拜韦尔城堡号的司炉乔治·珀塞尔（George Purcell）曾在事故当天晚上告诉几个人，船长和船员都喝醉了。但后来调查中又改口，说他们是清醒的，而且不记得自己曾说有人喝醉过。但该船的其他船员表示确实有人喝醉。
11月14日，经过12个小时的讨论后，判决公布，19名陪审团成员中有4名成员拒绝签字。判决如下：
在日落之后一艘名为拜韦尔城堡号的蒸汽船与一艘名为爱丽丝公主号的蒸汽船之间发生碰撞，威廉·比奇和其他人在碰撞后溺死与泰晤士河水中。爱丽丝公主号被一分为二并沉没，这样的碰撞事出偶然；拜韦尔城堡号没有采取必要的预防措施如及时减速、停船或倒船，而爱丽丝公主号也没有停下来或后退，这都导致了碰撞；如果为泰晤士河上的所有蒸汽航行制定适当和严格的规则和条例，陪审团认为将来那些碰撞都可避免。
附录：
1. 我们认为爱丽丝公主号在9月3日适航。

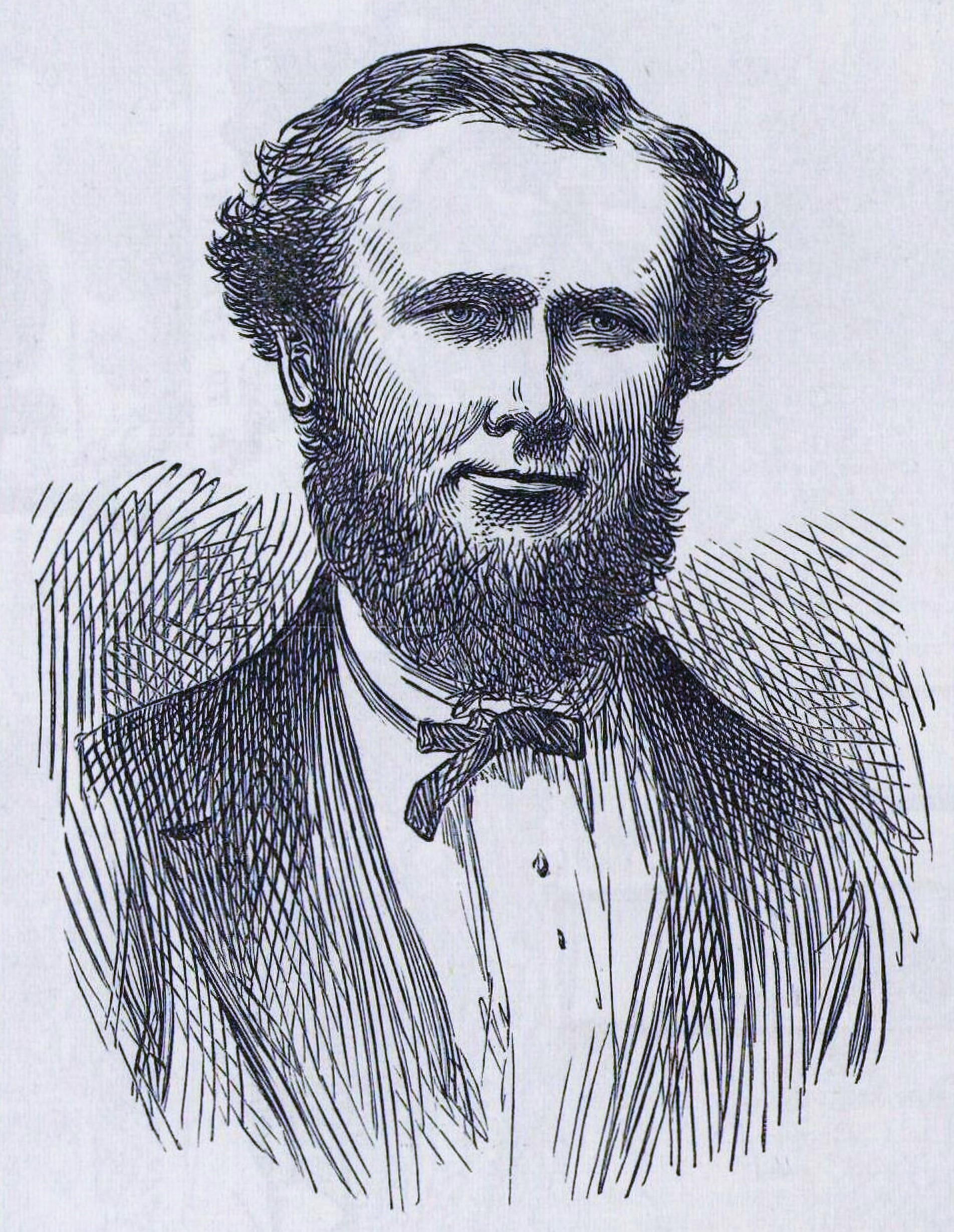
在碰撞中丧生的爱丽丝公主号的船长威廉·R·H·格林斯特德

2. 我们认为爱丽丝公主号没有适当和足够的人手。
3. 我们认为爱丽丝公主号上的人太多。
4. 我们认为爱丽丝公主号上的救生手段对于同级别的船只来说是不够的。

### 贸易委员会
贸易委员会调查与验尸官调查同时进行。他们对拜韦尔城堡号的哈里森船长和两名船员、以及爱丽丝公主的大副朗（Long）提出指控。在听证会开始时，他们的执照都被吊销。贸易委员会的诉讼程序于1878年10月14日开始，一直持续到11月6日。委员会发现爱丽丝公主号违反了贸易委员会条例第29条(d)节和泰晤士河保护委员会（Thames Conservancy Board）相关条例。他们认为，如果两艘船正常相向而行，它们应该从彼此的左舷通过。由于爱丽丝公主号没有这么做，他们认为爱丽丝公主号要承担主要责任，而拜韦尔城堡号本就无力阻止碰撞。
爱丽丝公主号的公司起诉拜韦尔城堡号的所有者，要求赔偿2万英镑，后者反诉，索赔2,000英镑。此案于1878年底在英格蘭及威爾斯高等法院审理。两周后，判决是两艘船都应为碰撞负责。
由于爱丽丝公主号没有乘客名单或任何其他人数记录，因此无法确切计算死亡人数。预估数字从600到700不等。《泰晤士报》报道称：“验尸官认为河中还有60到80具尸体。因此，死者总人数一定是630到650。”但这并不影响这次事故成为英国最严重的内河水上灾难。
沉没事件发生后，伦敦市长为遇难者开设了政府基金，到关闭时已经筹集了35,000英镑。这些钱最终分发给了受害者的家属。

## 影响

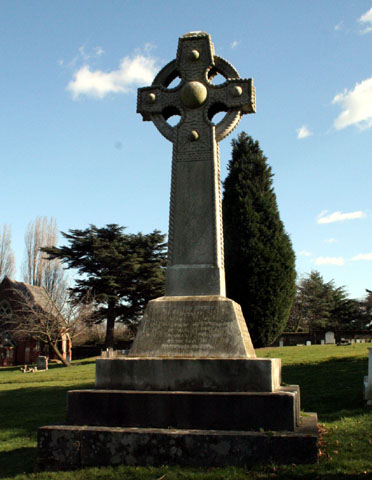
遇难者纪念碑

在1880年代，伦敦大都会工程委员会开始着手处理克罗斯内斯和贝克顿的污水 ，命令将污水运往北海倾倒。1887年6月，第一艘运污船巴泽尔杰特号（纪念约瑟夫·巴泽尔杰特）投入使用。海上倾倒的做法一直持续到1998年12月。
在爱丽丝公主号沉没之前，倫敦警察廳泰晤士河警备队一直依靠划艇开展工作。事故后的调查发现，划艇根本不适应这种场景，应用汽船代替。1880年代中期，两艘汽船投入使用；到1898年已有八艘。皇家阿尔伯特码头于1880年开放，有助于区分重型货船与小船，这和在船上紧急信号灯的使用都有助于避免类似惨案继续发生。
1880年5月，通過一个23,000人捐款的六便士基金，伍尔维奇公墓竖起了纪念事故的凯尔特十字架。当地教区教堂伍尔维奇圣玛丽·抹大拉教堂（St Mary Magdalene Woolwich）后来也安装了纪念事故的彩色玻璃。2008年，國家遗产彩票基金拨款资助在巴金溪安装纪念牌匾，以纪念事故发生130周年。
伦敦汽船公司以350英镑的价格从泰晤士河保护协会买下爱丽丝公主号的残骸。除了引擎外，残骸其余部分都被送入拆船厂。伦敦汽船公司在事故后不到六年宣布破产。而拜韦尔城堡号于1883年1月29日在亚历山大港和赫尔之间航行时失踪。1883年2月报道称：“拜韦尔城堡号在比斯开湾遭遇风暴失踪，载有40名船员和一些埃及农产品”，这是它最后的消息。

#### 书籍
- Ackroyd, Peter. . London: Vintage. 2008. ISBN 978-0-09-942255-6.
- Deayton, Alistair. . Stroud, Gloucestershire: Amberley Publishing. 2013. ISBN 978-1-4456-1487-8.
- Dix, Frank. . Newton Abbot, Devon: David & Charles. 1985. ISBN 978-0-7153-8005-5.
- Dobraszczyk, Paul. . Oxford: Shire Books. 2014. ISBN 978-0-7478-1431-3.
- Foley, Michael. . . Stroud, Gloucestershire: The History Press. 2011: 69–84. ISBN 978-0-7524-5843-4.
- Guest, Edwin. . London: Weldon & Co. 1878. OCLC 558734677.
- Halliday, Stephen. . Stroud, Gloucestershire: The History Press. 2013. ISBN 978-0-7509-2580-8.
- Lock, Joan. . London: Robert Hale. 2013. ISBN 978-0-7090-9541-5.
- Stark, Malcolm. . London: Haughton & Co. 1878. OCLC 138281081.
- Thurston, Gavin. . London: George Allen & Unwin. 1965. OCLC 806176936.
- White, Jerry. . London: The Bodley Head. 2016. ISBN 978-1-84792-447-6.

#### 新闻
- . The Manchester Guardian. 5 September 1878: 8.
- . The Manchester Guardian. 9 September 1878: 8.
- . Shipping and Mercantile Gazette. 5 September 1878: 6.
- . The Times. 5 September 1878: 9.
- . The Times. 19 September 1878: 8.
- . The Times. 15 November 1878: 9.
- . The Times. 28 November 1878: 9.
- . The Manchester Guardian. 10 November 1878: 7.
- . The Illustrated London News. 14 September 1878: 248–249.
- . The Daily News. 10 September 1878: 2.
- Evans, Alice. . BBC News. 3 September 2018  [12 December 2018]. （原始内容存档于2023-05-27）.
- . The Illustrated London News. 21 September 1878: 272–273.
- . Greenock Telegraph. 30 March 1865: 2.
- . The Globe. 24 October 1878: 5.
- . The Manchester Guardian. 28 November 1878.
- . The Times. 6 September 1878: 8.
- . The Manchester Guardian. 12 December 1878: 8.
- . The Scotsman. 10 September 1878: 5.
- . The Manchester Guardian. 6 September 1878: 4.
- . The Manchester Guardian. 13 February 1883: 5.
- . The Daily Telegraph. 10 September 1878: 2.
- . Glasgow Herald. 6 July 1875: 6.

#### 互联网、电视媒体
- . 美丽华船舶索引.   [1 February 2019].
- . Shipping and Shipbuilding Research Trust.   [7 September 2022]. （原始内容存档于2023-04-04）.
- Clark, Gregory. . MeasuringWorth. 2019  [28 January 2019]. （原始内容存档于2017-12-17）.
- Heard, Stawell. . Royal Museums Greenwich. 9 June 2017  [3 January 2019]. （原始内容存档于3 January 2019）.
- . Time and Date.   [4 February 2019]. （原始内容存档于7 February 2019）.
- . Metropolitan Police.   [28 January 2019]. （原始内容存档于16 July 2007）.
- . 美丽华船舶索引.   [18 February 2019].
- . National Lottery.   [28 January 2019]. （原始内容存档于28 January 2019）.